# Maesa lineata
Maesa lineata är en viveväxtart som beskrevs av Carl Christian Mez. Maesa lineata ingår i släktet Maesa och familjen viveväxter. Inga underarter finns listade i Catalogue of Life.